# 豪普特施图尔
豪普特施图尔是德国莱茵兰-普法尔茨州的一个市镇。总面积5.00平方公里，总人口1199人，其中男性589人，女性610人（2011年12月31日），人口密度240人/平方公里。